# Micromyrtus arenicola
Micromyrtus arenicola är en myrtenväxtart som beskrevs av Barbara Lynette Rye. Micromyrtus arenicola ingår i släktet Micromyrtus och familjen myrtenväxter. Inga underarter finns listade i Catalogue of Life.